# Coupe de France de balle au tambourin
La Coupe de France France de balle au tambourin est une compétition annuelle à élimination directe.

## Histoire
Créée en 1949, trois ans avant le Championnat de France, elle se tient d'avril à août. Dès 1952, le premier champion de France, Usclas-d'Hérault, signe le doublé coupe-championnat.
Avec 11 victoires, les clubs de Gignac et de TC Cournonterral dominent le palmarès, mais le club Vendémian tambourin n'est pas loin avec 10 titres, ainsi que Notre-Dame-de-Londres et Cazouls d'Hérault qui ont remporté respectivement 9 et 8 titres. Le tenant du titre est Cournonterral dans la catégorie masculine.
Dans la catégorie féminine, avec 11 victoires, c'est TCL Notre-Dame-de-Londres qui domine le palmarès devant TC Cournonsec et ses 9 titres. La tenante du titre est Vendémian qui remporte pour la 1ère fois la compétition dans cette catégorie. 
En 2023, la phase finale (Quart, demi et finale) de la coupe de France s'est déroulée du 13 au 16 juillet sur le terrain de Balaruc-les-bains avec les finales le dimanche.

## Palmarès
HOMME
| - 1949 Cournonsec - 1950 Vendémian - 1951 Usclas-d'Hérault - 1952 Usclas-d'Hérault - 1953 Saint-Georges-d'Orques - 1954 Saint-Georges-d'Orques - 1955 Gignac - 1956 Montpellier - 1957 - - 1958 Pézenas - 1959 - - 1960 Montpellier - 1961 Gignac - 1962 Gignac - 1963 - - 1964 - - 1965 Gignac - 1966 Vendémian - 1967 - | - 1968 Pézenas - 1969 Saint-Georges-d'Orques - 1970 Pézenas - 1971 - - 1972 Gignac - 1973 Pézenas - 1974 Balaruc-les-Bains - 1975 Pézenas - 1976 Vendémian - 1977 Vendémian - 1978 Balaruc-les-Bains - 1979 Vendémian - 1980 Cournonsec - 1981 Cournonsec - 1982 Cournonsec - 1983 Gignac - 1984 Gignac - 1985 Montpellier - 1986 Gignac | - 1987 Cournonterral - 1988 Gignac - 1989 Cournonterral - 1990 Gignac - 1991 Cournonterral - 1992 Cournonterral - 1993 Cournonterral - 1994 Vendémian - 1995 Gignac - 1996 Notre-Dame-de-Londres - 1997 Notre-Dame-de-Londres - 1998 Notre-Dame-de-Londres - 1999 Notre-Dame-de-Londres - 2000 Notre-Dame-de-Londres - 2001 Notre-Dame-de-Londres - 2002 Cournonterral - 2003 Notre-Dame-de-Londres - 2004 Notre-Dame-de-Londres - 2005 Vendémian | - 2006 Cournonterral - 2007 Vendémian - 2008 Cournonsec - 2009 Notre-Dame-de-Londres - 2010 Cazouls d'Hérault - 2011 Cazouls d'Hérault - 2012 Cazouls d'Hérault - 2013 Cazouls d'Hérault - 2014 Cazouls d'Hérault - 2015 Vendémian - 2016 Vendémian - 2017 Cazouls d'Hérault - 2018 Cournonterral - 2019 Cournonterral - 2020 Cazouls d'Hérault - 2021 Cournonterral - 2022 Cazouls d'Hérault - 2023 Cournonterral - 2024 Gignac |

70 éditions. 

TC Gignac 12, TC Cournonterral 11, Vendémian tambourin 10, TCL Notre-Dame-de-Londres 9, Cazouls d'Hérault 8, Pézenas 5, TC Cournonsec 5, SC St-Georges-d’Orques 3, Montpellier 3, Usclas-d'Hérault 2, Balaruc-les-Bains 2.

FEMME
| - 2002 Notre-Dame-de-Londres - 2003 Notre-Dame-de-Londres - 2004 Notre-Dame-de-Londres - 2005 Notre-Dame-de-Londres - 2006 Cournonsec - 2007 Notre-Dame-de-Londres - 2008 Cournonsec | - 2009 Cournonsec - 2010 Cournonsec - 2011 Cournonsec - 2012 Cournonsec - 2013 Notre-Dame-de-Londres - 2014 Cazouls d'Hérault - 2015 Cournonsec | - 2016 Cournonsec - 2017 Notre-Dame-de-Londres - 2018 Notre-Dame-de-Londres - 2019 Cournonsec - 2020 Notre-Dame-de-Londres - 2021 Notre-Dame-de-Londres - 2022 Notre-Dame-de-Londres | - 2023 Vendémian - 2024 Notre-Dame-de-Londres |

23 éditions. 

TCL Notre-Dame-de-Londres 12, TC Cournonsec 9, Cazouls d'Hérault 1, Vendémian tambourin 1